# Iglesia de San Francisco (Betanzos)

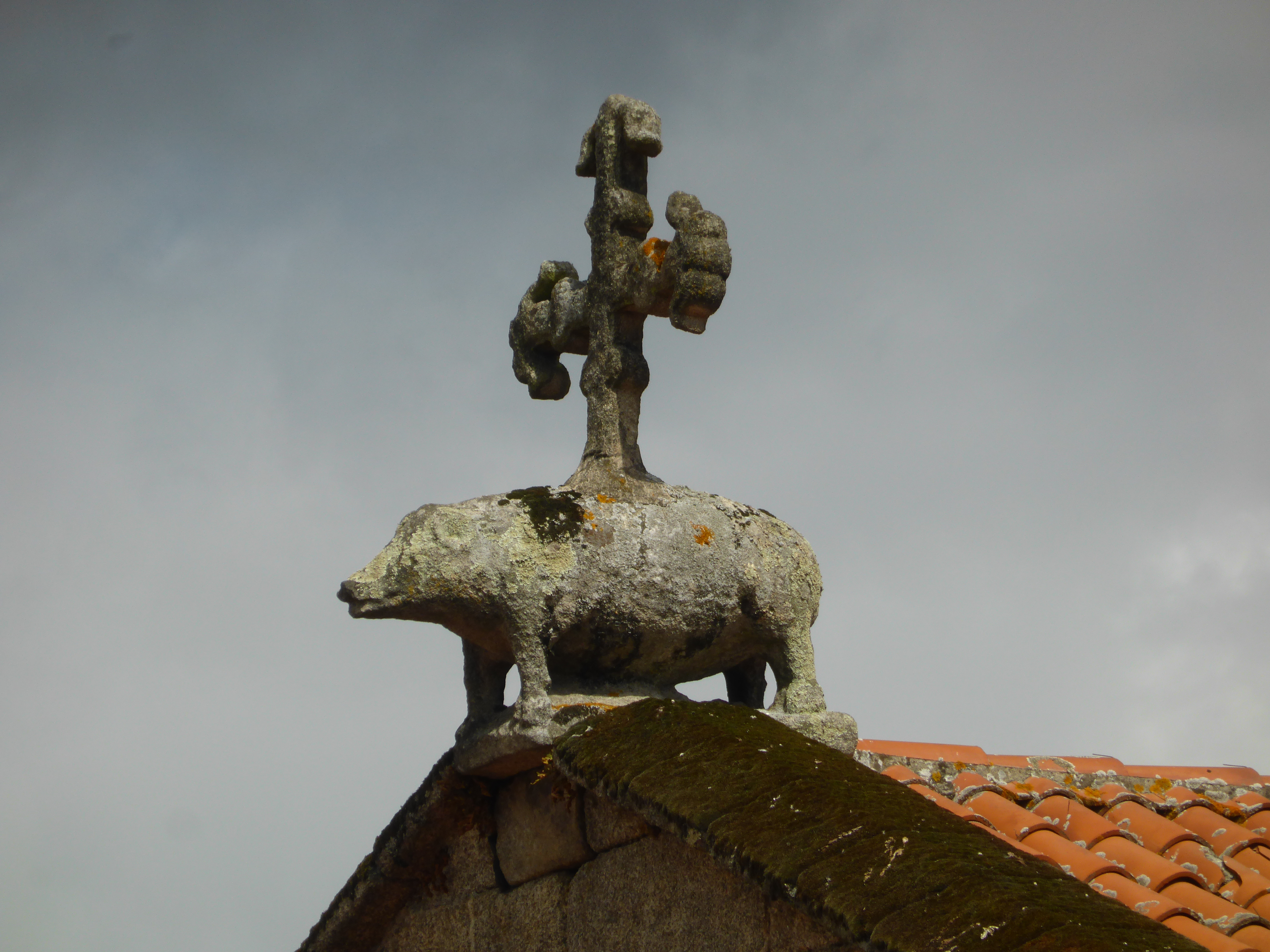
Escultura de un jabalí

La iglesia de San Francisco de Betanzos es un templo de estilo gótico construido en la segunda mitad del siglo XIV, gracias al mecenazgo de Fernán Pérez de Andrade, que reedificó el monasterio anteriormente existente, que databa del siglo XIII. Fue declarada  monumento nacional en 1919 y, posteriormente, Bien de Interés Cultural.

## Descripción
La iglesia es de planta latina con una sola nave y un ábside poligonal con bóveda nervada, flanqueada por dos capillas laterales rectangulares. 
La portada principal representa la Adoración de los Reyes, y en el exterior de la iglesia se distribuyen rosetones y vidrieras góticas, así como canecillos figurados. En lo más alto del tejado de uno de los brazos de la iglesia, una cruz sostenida por un jabalí.
En su interior, en la capilla mayor, hay un relieve que representa a Dios en lo alto rodeado de los cuatro evangelistas. En los nervios de la bóveda, ángeles tocando distintos instrumentos, y entre ellos uno tocando la gaita. También se pueden observar diversos capiteles con animales fantásticos pero sobre todo destaca la amplia colección de sarcófagos de diferentes miembros de la familia de los Andrade, hasta un total de 16, que constituyen el elemento histórico artístico más interesante del templo.

### Sepulcro de Fernán Pérez de Andrade

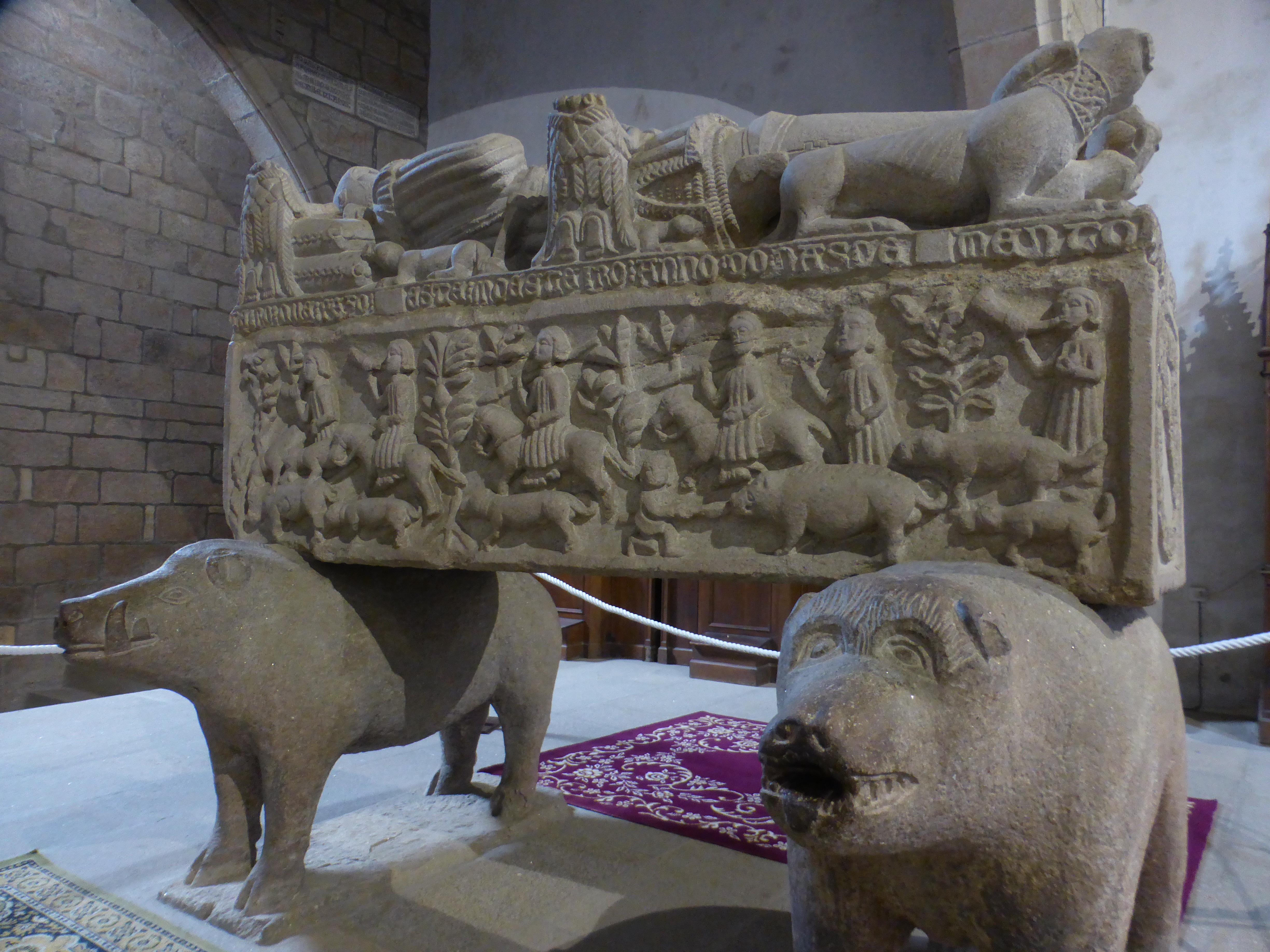
Sepulcro de Fernán Pérez de Andrade

El más interesante es el del propio Fernán Pérez, considerado como precedente de la escultura funeraria medieval. Originalmente estuvo colocado en la capilla mayor, junto al de su propia mujer doña Sancha, pero en 1782 fue trasladado al pie de la iglesia, bajo el coro.
El sarcófago está levantado del suelo sobre los animales representativos de los Andrade: un oso y un jabalí, a modo de peanas. En la cabecera y a los pies, el escudo de armas de los Andrade, y, en los laterales, diversas escenas de caza del jabalí.
Sobre el sarcófago, la escultura representa la figura yaciente del caballero, ataviado de armadura y en posición de reposo. El busto descansa sobre dos cojines y a los pies sobre dos perros de caza que ocultan bajo ellos otros dos perros; aún hay otros tres perros, dos en el costado derecho de la figura y uno en el izquierdo. Cuatro ángeles arrodillados velan el cadáver, uno sosteniendo un incensario y los tres restantes leyendo libros de salmos. La mano derecha de Fernán reposa sobre el corazón y la izquierda sostiene la empuñadura de la espada, que muestra en su pomo el símbolo de Salomón, símbolo mágico y protector.
Los cuatro lados del sarcófago están recorridos por la siguiente inscripción:

Aquí jaz Fernan Perez Dandrade cavaleiro que fezo este moesteiro anno do nascemento do Noso Sennor Ihesuxristo de mil e CCC et oyteenta et sete anos.

Nótese que la fecha de esta inscripción alude a la de conclusión de la reconstrucción de la iglesia, ya que el Señor de Andrade no murió hasta agosto de 1397.
Sobre el pecho de la figura consta una segunda inscripción que identifica el caballero: "Fernan Pz Dandrade".

## Templo franciscano
Anexo a la iglesia existía un monasterio franciscano que llegó a contar con 47 monjes mendicantes. Tras la desamortización de 1836, el monasterio quedó abandonado y buena parte de las instalaciones, como la sala capitular o el claustro, desaparecieron entre 1873 y 1878. 
Los monjes volvieron a ocupar el templo y lo que quedaba del monasterio en 1914, inaugurando una nueva residencia en 1919, que resultaría quemada (junto con la iglesia) el 22 de julio de 1936, a poco de iniciarse la Guerra Civil Española. El convento sería reinaugurado en noviembre de 1955, y ocupado primero por religiosos (hasta 1992), y posteriormente por monjas.